# Maurice Perrin
Maurice Perrin (Parijs, 26 oktober 1911 - Plaisir, 2 januari 1992) was een Frans wielrenner.
Perrin werd in 1932 samen met Louis Chaillot olympisch kampioen op het tandem. 

## Resultaten
| Jaar | WK | Olympische Zomerspelen |
| ---- | -- | ---------------------- |
| 1932 |    | tandem                 |

1908: André Auffray & Maurice Schilles ·
1920: Thomas Lance & Harry Ryan ·
1924: Jean Cugnot & Lucien Choury ·
1928: Daan van Dijk & Bernard Leene ·
1932: Louis Chaillot & Maurice Perrin ·
1936: Carl Lorenz & Ernst Ihbe ·
1948: Renato Perona & Ferdinando Terruzzi ·
1952: Russell Mockridge & Lionel Cox ·
1956: Anthony Marchant & Ian Browne ·
1960: Giuseppe Beghetto & Sergio Bianchetto ·
1964: Sergio Bianchetto & Angelo Damiano ·
1968: Pierre Trentin & Daniel Morelon ·
1972: Igor Zjelovalnikov & Vladimir Semenets